# Aktywizm rowerowy

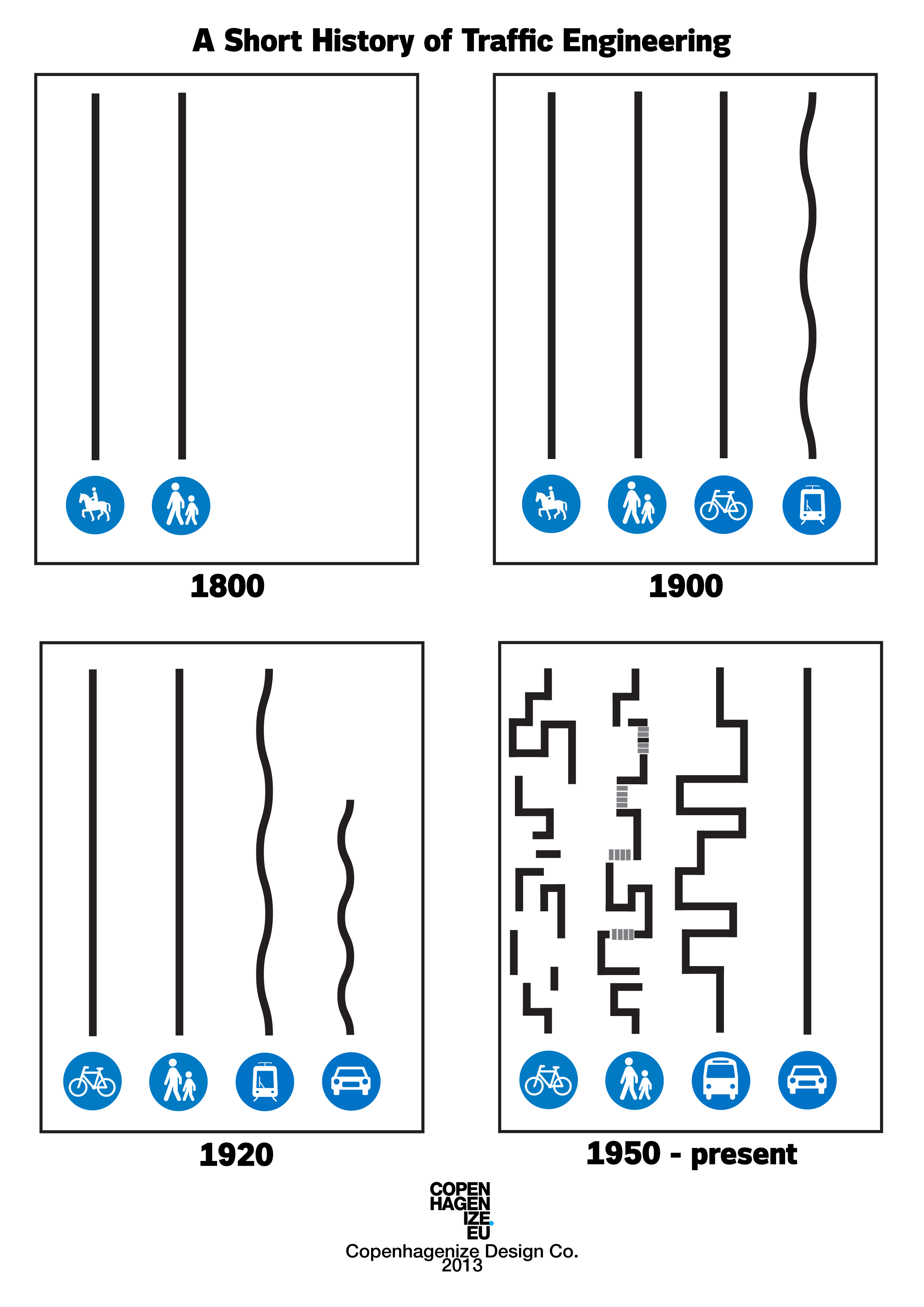
Plakat rzecznictwa Copenhagenize obrazujący sposób dyskryminacji rowerzystów

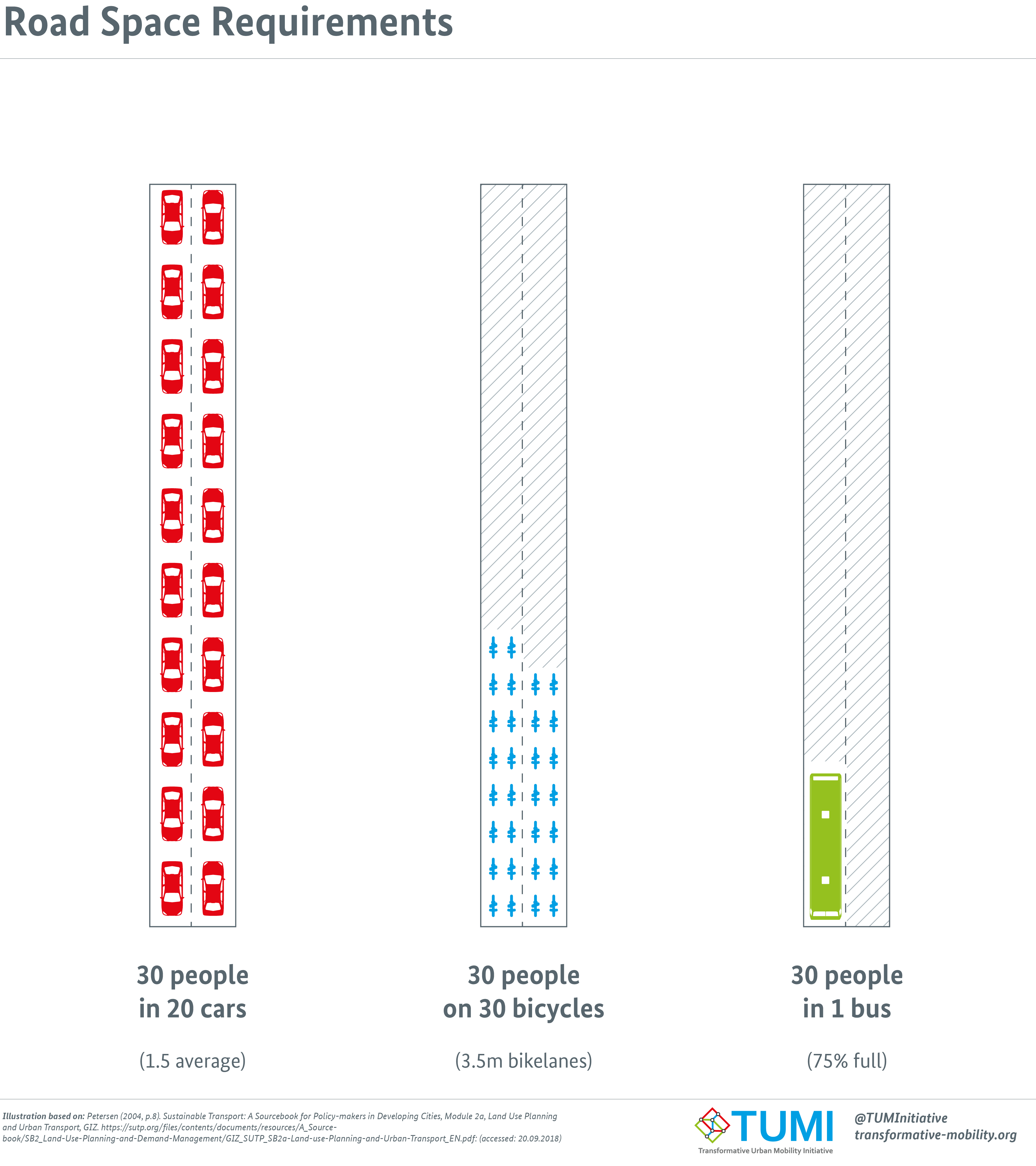
Porównanie zajmowanego miejsca przez tę samą liczbę pasażerów transportu samochodowego, rowerowego i zbiorowego transportu publicznego

Aktywizm rowerowy – aktywne działania, które wzywają, promują lub umożliwiają zwiększenie adopcji i wsparcia dla jazdy na rowerze oraz poprawę bezpieczeństwa i wygody infrastruktury dla rowerzystów, zwykle na obszarach zurbanizowanych lub regionach półmiejskich.
Aktywizm rowerowy to ruch społeczny skupiający się na promowaniu korzyści wynikających z codziennego korzystania z rowerów jako alternatywy dla samochodów i innych środków transportu, promowaniu poprawy infrastruktury rowerowej i bezpieczeństwa rowerzystów na drodze oraz walkę z dyskryminacją rowerzystów w ruchu drogowym oraz planowaniu urbanistycznym. Jednym z działań aktywistów jest walka z dyskryminacją rowerzystów jako najmniej licznej i najbardziej dyskryminowana grupa użytkowników dróg publicznych.

## Organizacje rowerowe
Aktywizm rowerowy realizowany jest głównie poprzez działalność organizacji pozarządowych (stowarzyszeń, fundacji i grup nieformalnych) zajmujących się tematyką rozwoju ruchu rowerowego (nie mylić ze klubami kolarskimi zajmującymi się sportem i klubami rowerowymi zajmującymi się rekreacją i turystyką rowerową). Organizacje rowerowe lub stowarzyszenia rowerowe – organizacje rowerzystów, opowiadające się za przyjaznością dla rowerów oraz ogólnie szerszym wykorzystaniem rowerów w związku z tym ogólnie wspierają zrównoważony transport. 
Na całym świecie istnieje wiele organizacji, których podstawową misją jest propagowanie powyższych celów. Większość z nich to organizacje non-profit wspierane przez darowizny, składki członkowskie i wolontariuszy. Wspólną cechą większości stowarzyszeń jest promowanie jazdy na rowerze jako codziennej czynności, np. dojazdów do pracy. Kiedy koncentrujemy się na konkretnym aspekcie jazdy na rowerze, możemy wyróżnić:
Aktywni obywatele i obywatelki, mając do dyspozycji wolność słowa, mogą głośno i publicznie skrytykować władzę, pilnując tym samym spełniania składanych obietnic. Bez tych grup ludzi, politycy, mając na swych usługach wszystkie instytucje publiczne, mogą bardzo długo wprowadzać opinię publiczną w błąd i np. zatajać swoje niepowodzenia albo odwracać uwagę wyborców tematami zastępczymi. Organizacje rowerowe jak inne organizacje NGO są elementem prawidłowo działającej demokracji zapewniając konieczny element kontroli społecznej.
Lata 70. XX w., to europejska era aktywizmu, dzięki któremu sieci rowerowe zaczęły zyskiwać na znaczeniu i rozszerzać się. Strategie te przybierały różne formy i dotyczyły różnych problemów. Na przykład niektóre ulice miasta miały murale graffiti z cytatami, takimi jak „Gdybyś jeździł na rowerze, byłbyś już w domu”, aby promować jazdę na rowerze i podkreślać jej zalety w oszczędzaniu czasu lub poprawie zdrowia. W niektórych miastach instalacje stojaków rowerowych w kształcie samochodu pokazały, że pojedynczy parking samochodowy zajmuje do ośmiu miejsc parkingowych dla rowerów.

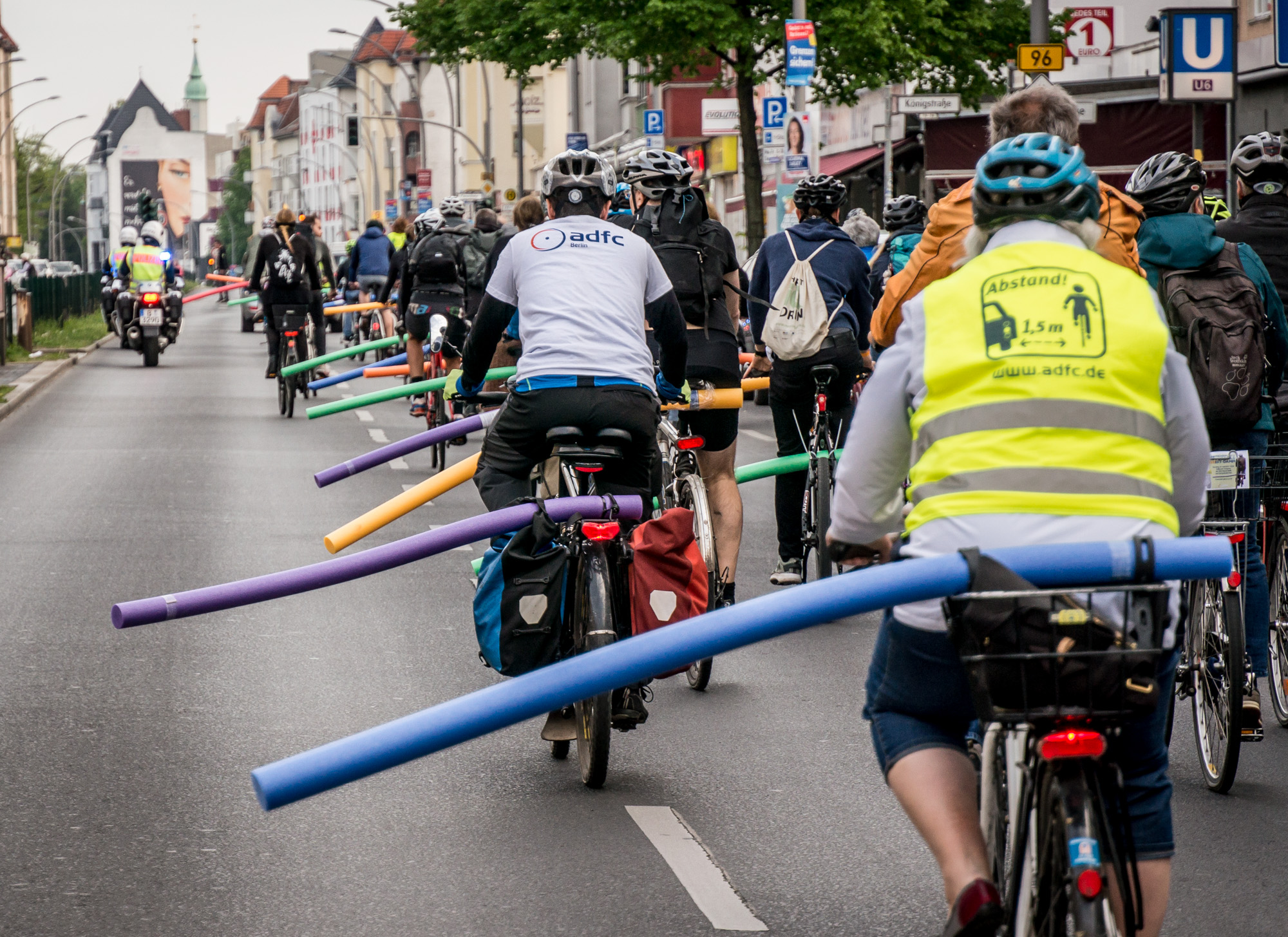
Demonstracja pokazująca właściwy odstęp przy wyprzedaniu rowerzysty

### Wybrane, istotne organizacje rowerowe
- Europejska Federacja Rowerzystów, ECF, której członkami jest większość europejskich narodowych federacji kolarzy i wiele na całym świecie
- Liga Amerykańskich Rowerzystów(inne języki) (The League of American Bicyclists), założona w 1880 roku posiadała w 2022 roku 57 milionów członków[11]
- London Cycling Campaign(inne języki) z siedzibą w Londynie (12 000 członków, 2015[12])
- Bicycle Network, zlokalizowana w Australii i jedna z największych organizacji członkowskich kolarstwa na świecie (45 000 członków, 2015[13])

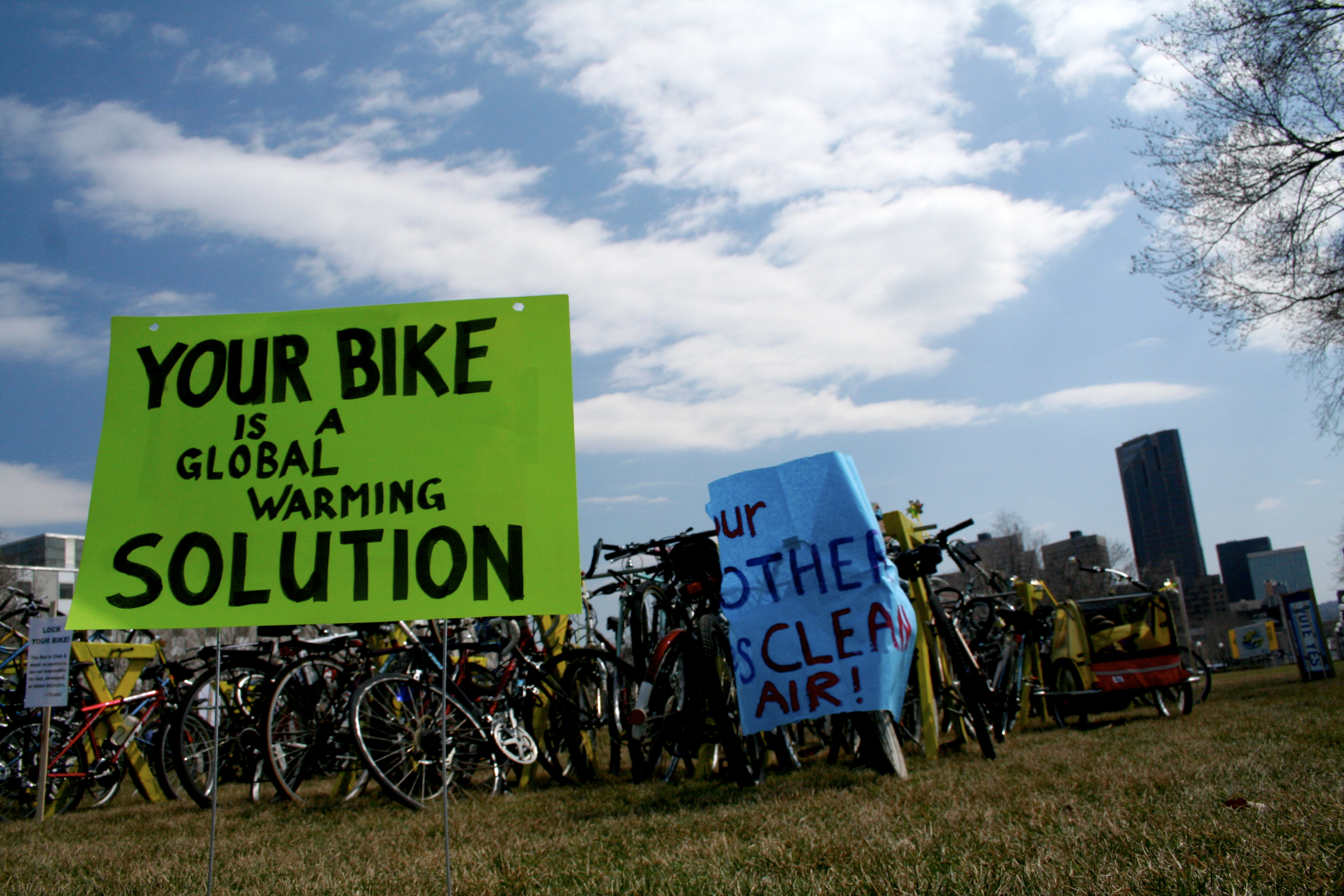
Demonstracja wspierająca komunikację rowerową w walce przeciw ociepleniu klimatu

#### Organizacje rowerowe w Polsce
W 1984 roku Polski Klub Ekologiczny zorganizował w czerwcu Dzień bez Samochodu, trzy lata później w Warszawie powstał Klub Pojazdów Alternatywnych. Podobne akcje były organizowane w kolejnych latach przez Federację Zielonych m.in. w Krakowie, Poznaniu i Warszawie. 18 i 19 listopada 1995 roku w Krakowie doszło do spotkania rowerowych działaczy tworzących nieformalną „Międzymiastówkę Rowerową”, którego owcem było powstanie Miasta dla Rowerów (MDR). Efektem współpracy MDR z holenderskimi aktywistami było wydanie książki „Miasta dla rowerów, nie dla samochodów”, przedstawiającej wizję rowerowej przebudowy polskich miast oraz polskiego tłumaczenia najpowszechniej cytowanego na świecie podręcznika projektowania infrastruktury rowerowej „Postaw na Rower” („Sign Up For The Bike”). W 2008 roku MdR przekazało propozycje zmian w Kodeksie Drogowym na ręce ministra transportu. Rozpoczęła się wieloletnia batalia o ich wdrożenie. Tutaj nieodzowna okazała się pomoc polityczna w postaci grupy posłów Parlamentarnej Grupy Rowerowej pod przewodnictwem Ewy Wolak. W 2019 roku powstał ogólnopolski projekt „Rowerowa sieć aktywności obywatelskiej” o charakterze sieciowym mający na celu generowanie aktywności obywatelskiej wokół zagadnienia polityk rowerowych (transportowych) realizowanych w dużych i średnich miastach w celu ich optymalizacji. W 2023 roku w Polsce zarejestrowanych było prawie 300 organizacji rowerowych.

## Popularne działania w zakresie aktywizmu rowerowego

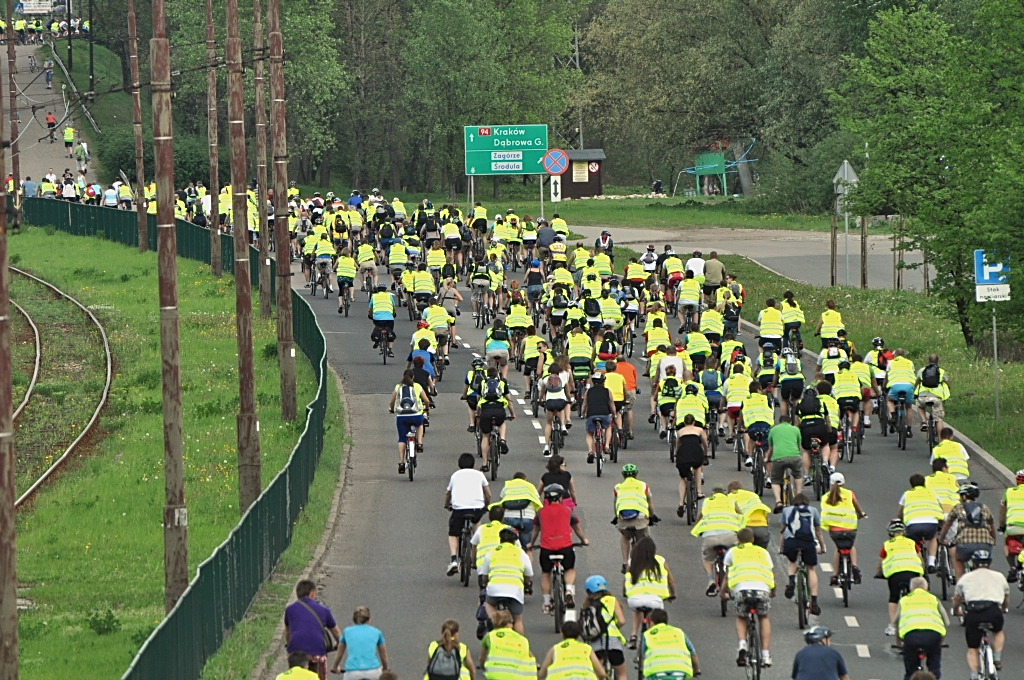
Masa Krytyczna w Sosnowcu

### Światowy Dzień Roweru
W 2018 roku Zgromadzenie Ogólne Organizacji Narodów Zjednoczonych wyznaczyło 3 czerwca na wniosek Europejskiej Federacji Cyklistów Światowy Dzień Roweru.

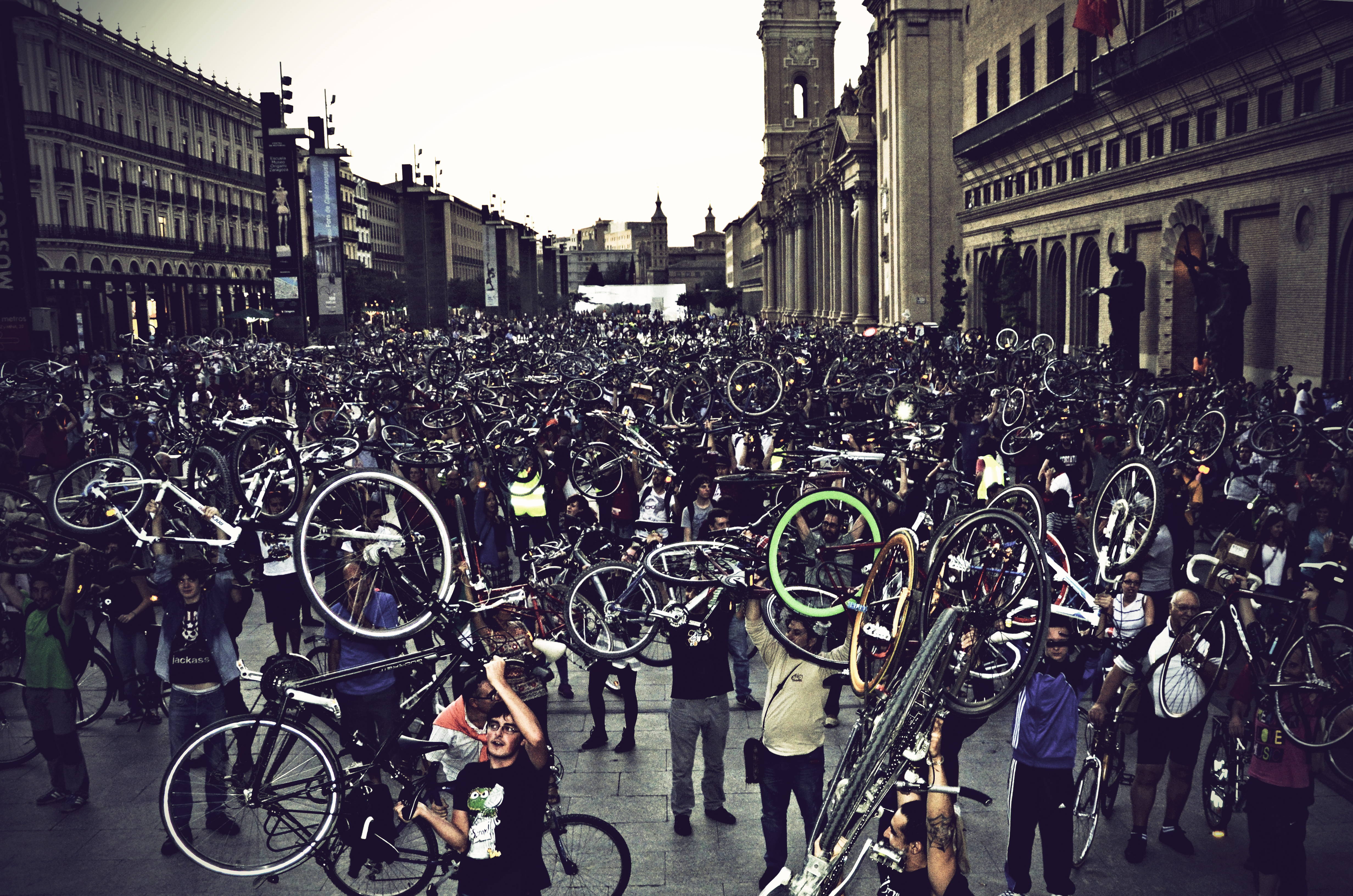
Masa Krytyczna w Saragossie

### Rowerowa Masa Krytyczna
Od 1992 na świecie, a od 2004 roku w Polsce stał się popularny ruch społeczności rowerzystów nazywany Masą Krytyczną mający na celu zwrócić uwagę, że rowerzyści są również uczestnikami ruchu.

### Cycle Chic
Popularny w dużych miastach Europy i Ameryki Północnej trend jeżdżenia na rowerze w „szykownym ubiorze”, zwykle stroju biurowym zwracając tym uwagę, że rower we współczesnej kulturze miejskiej nie służy jedynie dla jazdy sportowej, w sportowych strojach, ale jest też codziennym środkiem transportu.

### Rowerowy Maj
Kampania społeczna promująca w Polsce od 2014 roku zdrowy tryb życia i zrównoważoną mobilność wśród dzieci przedszkolnych, uczniów szkół podstawowych oraz grona nauczycielskiego.

### Dzień Dojazdu Rowerem do Pracy
Coroczne wydarzenie promujące rower jako środek dojazdu do pracy odbywające się od 1956 roku w trzeci piątek maja. Część Tygodnia Dojazdu do Pracy Rowerem.